# Verbascum sheilae
Verbascum sheilae är en flenörtsväxtart som beskrevs av Hemaid. Verbascum sheilae ingår i släktet kungsljus, och familjen flenörtsväxter. Inga underarter finns listade i Catalogue of Life.